# パックンたまご (テレビ朝日)
『パックンたまご』は、1985年9月30日から1986年3月28日までテレビ朝日で放送されていたバラエティ番組である。放送時間は毎週月曜 - 金曜 7:50 - 8:30 （日本標準時）。

## 概要
それまで同時間帯では『おはようテレビ朝日』が放送されていたが、1985年秋の改編で終了。同番組の1コーナーが単独番組化した『ヤジウマ新聞』（7:15 - 7:50）と、『ひらけ!ポンキッキ』に対抗する本番組（7:50 - 8:30）とに再編された。『ひらけ!ポンキッキ』が情操・教育的要素も盛り込んでいたのに対し、こちらは幼児向けバラエティ番組とも呼べるような娯楽性の強いコーナーを設け、出演者には従来の幼児向け番組の「おにいさん・おねえさん」などとは路線が全く異なるシティボーイズなどを起用して差別化を図った。
バラエティ番組として見れば一部のコアなファン層への受けは良かったが、本来の幼児に対する番組構成の意図がいまいち不明確であり、時期尚早であったこと、そして結果的に視聴率不振のために見直しを迫られたことから、わずか半年で打ち切られた。
ローカルセールス枠の番組であるため、系列局であってもこの番組を放送しない局が存在した。例として、同時間帯に『おはよう朝日です』を放送していた朝日放送がある。

## 出演者
- 大竹まこと（シティボーイズ）/（ラジカル・ガジベリビンバ・システム）
- きたろう（シティボーイズ）/（ラジカル・ガジベリビンバ・システム）
- 斉木しげる（シティボーイズ）/（ラジカル・ガジベリビンバ・システム）
- 中村ゆうじ（ラジカル・ガジベリビンバ・システム）
- かわせまゆみ（当時テレビ朝日アナウンサー）[3][5]
- ハギワラトシコ（料理コーディネーター）
- 仲田安津子（幼児教育専門家）
- 藤波辰爾（新日本プロレス）
- なんきん（WAHAHA本舗）

ほか

## オープニングテーマ
- パックンたまご!〜空からたまごが降ってきた〜（キララとウララ）

## スタッフ
- 構成：宮沢章夫、紫崎明久
- 監修：片岡輝
- 音楽：丸谷勝彦
- 演出：中野裕之
- ディレクター：市川秀和、玉井愛美子[1]
- プロデューサー：岩城利明
- 制作著作：テレビ朝日